# John Edwards Hill
John Edwards Hill (Colemans Hatch, 11 giugno 1928 – Kent, 5 maggio 1997) è stato uno zoologo britannico.
Ha rivestito la carica di consulente scientifico nella sezione Mammiferi presso il Museo di Storia Naturale di Londra dal 1948 al 1988. Dopo il suo ritiro, continuò le ricerche nella sua casa del Kent fino alla data della sua morte.
Ha contribuito notevolmente alla classificazione dei Chirotteri, identificando 55 nuovi Taxa, di cui 37 nuove specie e sottospecie di Pipistrelli.
Di notevole importanza è la scoperta di Craseonycteris thonglongyai, unico membro della famiglia dei Craseonycteridae, considerato tra i mammiferi più piccoli e più rari del mondo.